# Auxi-le-Château
Auxi-le-Château  ist eine französische Kleinstadt mit 2549 Einwohnern (Stand 1. Januar 2022) im Département Pas-de-Calais in der Region Hauts-de-France. Sie gehört zum Arrondissement Arras und zum Kanton Auxi-le-Château.

## Lage
Die Stadt Auxi-le-Château liegt am Rand der ehemaligen Grafschaft Ponthieu am Fluss Authie und an der Grenze zum Département Somme, 27 Kilometer nordöstlich von Abbeville. Nachbargemeinden von Auxi-le-Château sind Vaulx im Norden, Buire-au-Bois im Nordosten, Nœux-lès-Auxi im Osten, Beauvoir-Wavans im Südosten, Bernâtre und Maizicourt im Süden, Maison-Ponthieu und Hiermont im Südwesten, Neuilly-le-Dien im Westen, sowie Le Ponchel und Willencourt im Nordwesten.

## Geschichte
Das 1178 für Philipp von Elsass, Graf von Flandern, erbaute Schloss (Château d'Auxi) war im Mittelalter Stammsitz der Familie d'Auxi, die sich im Spätmittelalter weit verzweigte und hohe militärische und politische Würdenträger hervorbrachte, die im Dienst der Könige von Frankreich, der Herzöge von Burgund, der Kirche und zuletzt der Grafschaft Hennegau standen. Es wurde zerstört, als hier 1412 eine Schlacht zwischen Karl dem Kühnen und dem französischen König Karl VI. stattfand. Von der Burg sind nur geringe Ruinenreste erhalten.

### Bevölkerungsentwicklung
| Jahr                       | 1962 | 1968 | 1975 | 1982 | 1990 | 1999 | 2006 | 2014 | 2022 |
| Einwohner                  | 3135 | 3099 | 3229 | 3187 | 3051 | 3065 | 2974 | 2718 | 2549 |
| Quellen: Cassini und INSEE |      |      |      |      |      |      |      |      |      |

## Sehenswürdigkeiten
- Kirche Saint-Martin (16. Jahrhundert), Monument historique
- Wasserturm
- Naturschutzgebiet La Pâture Mille Trous

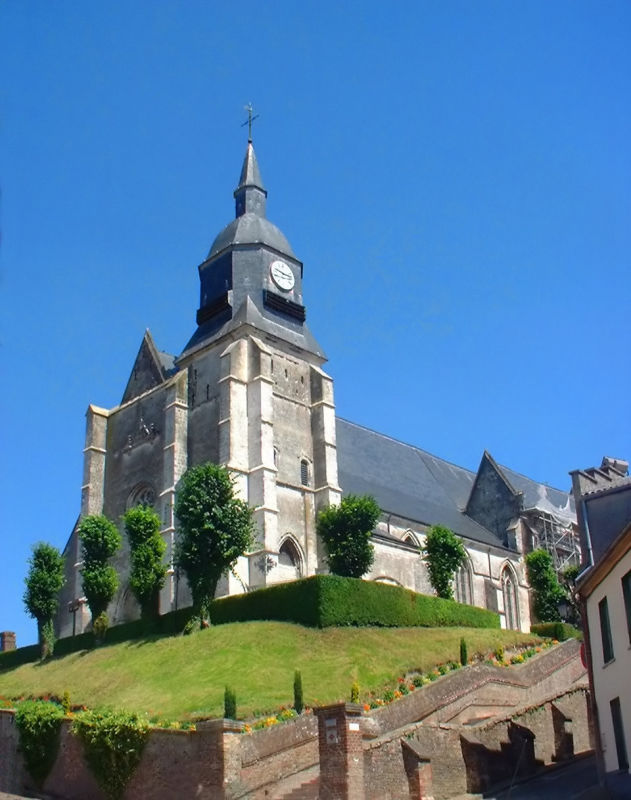
Kirche Saint-Martin
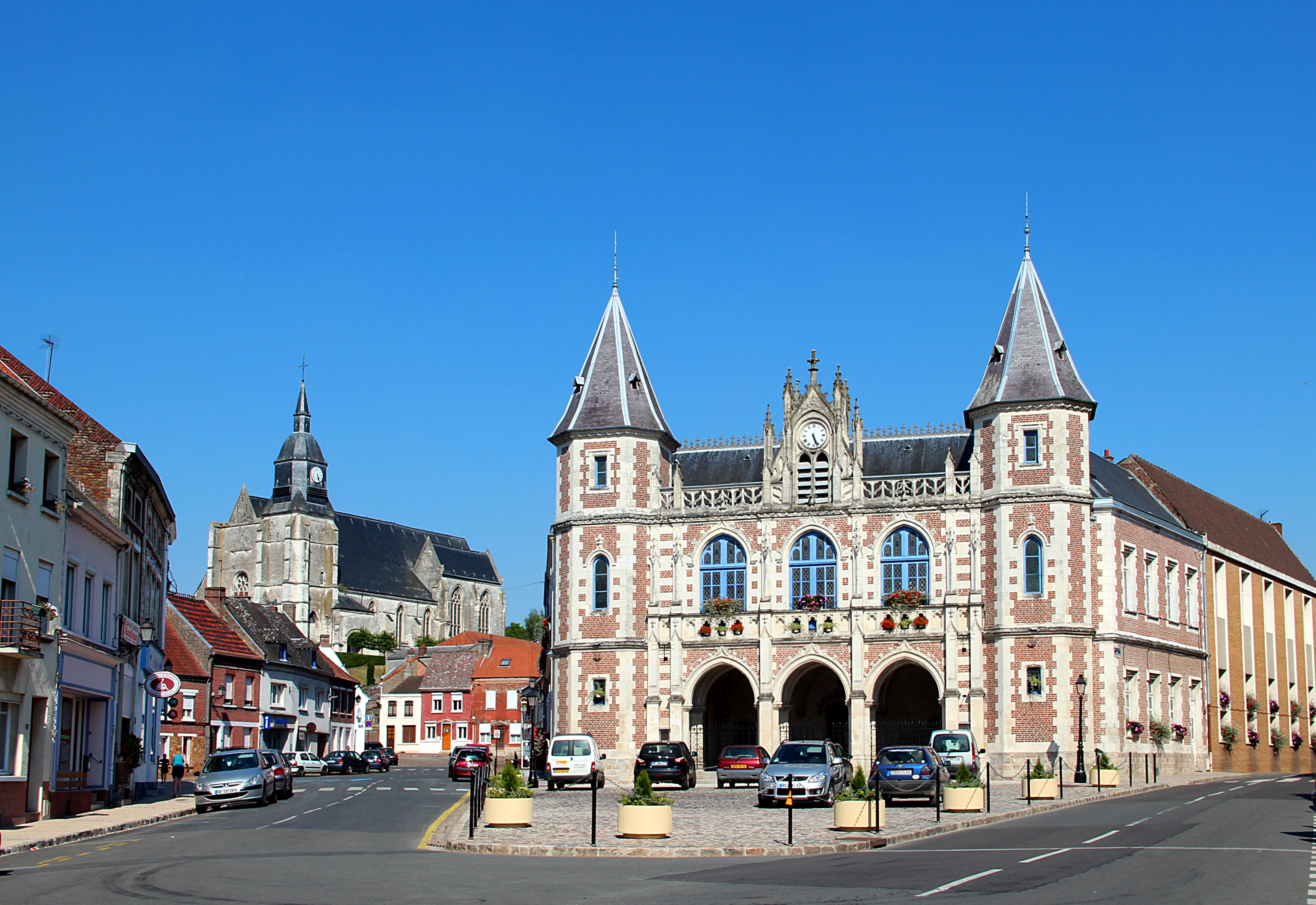
Hôtel de ville
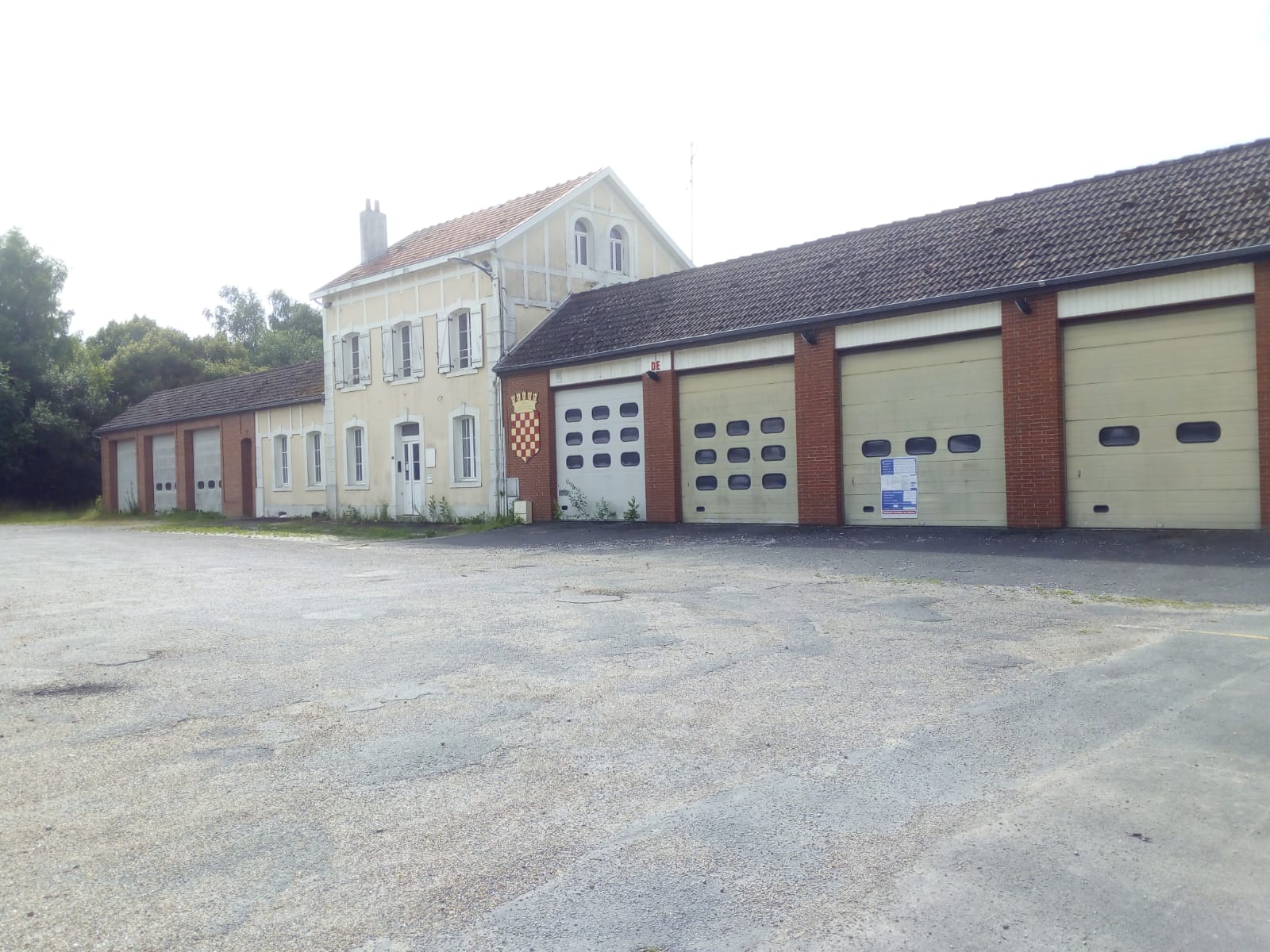
Bahnhof

## Persönlichkeiten
- Jérôme Marchant (1540–1594), Kartäuser
- Louis Leplanque (1820–1889), General
- Alexandre Acloque (1871–1941), Naturforscher
- Raymond Hoorelbeke (1930–2022), Radrennfahrer